# الشربيل

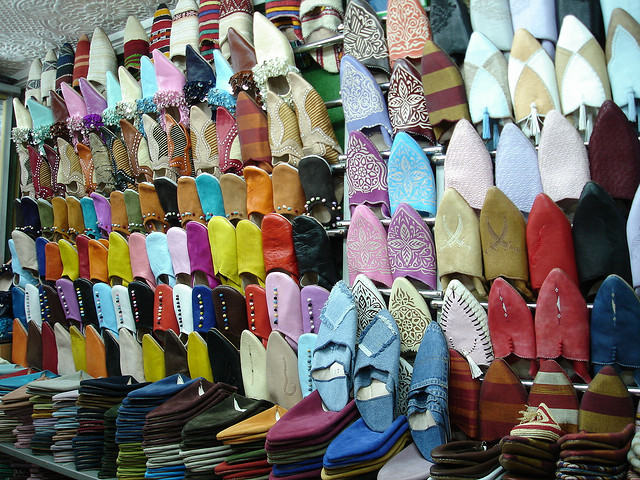
عرض في أحد الأسواق المغربية لمجموعة من الشرابيل المختلفة الألوان و الطراز

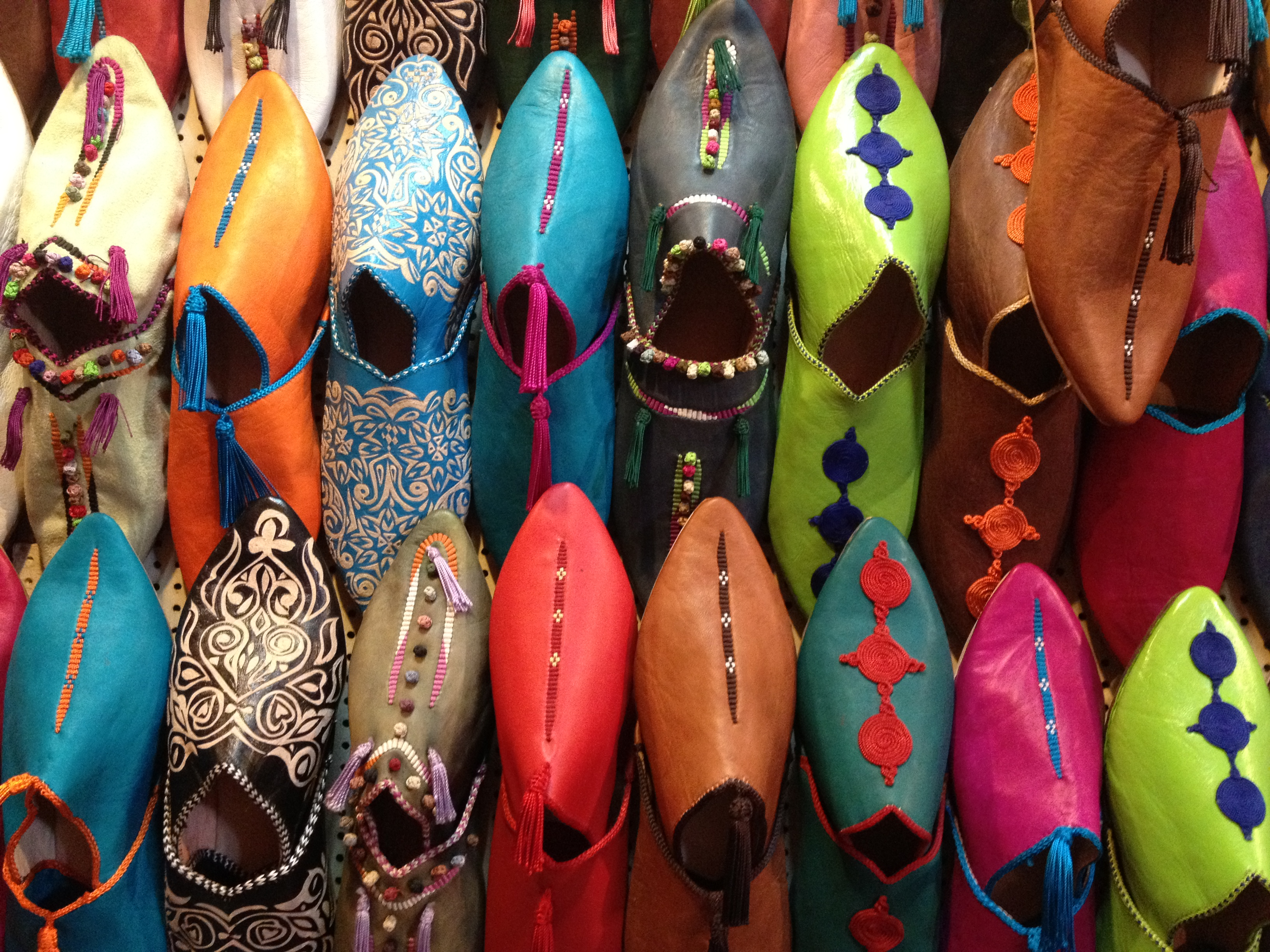
شربيل مغربي

الشربيل هو النعل النسائي التقليدي في المغرب، المقابل للبلغة الرجالية, إلا أنه يختلف عنها في الألوان والتطريزات, حيث أنه أكثر زخرفة ورونقا إذ تتميز بزركشة ورسم أوراق الشجر عليها حتى يتلائم مع باقي الألبسة النسائية المغربية.
تختلف تطريزات و ألوان (و حتى تحذيبة) الشربيل من منطقة في المغرب إلى أخرى.
يحافظ المغاربة على استعمال البلغة والشربيل في مختلف المناسبات، ولا يكتمل رونق اللباس التقليدي المغربي من دونهما. إن الشربيل المطرز بخيوط الذهب يسميه المغاربة شربيل الصقلي أو الصم الحر، أصبح نعل العرائس. ويقابل "الشربيل" للنساء: "البلغة" أو"البابوش" للرجال، وهي نعال مغربية تقليدية عريقة، يعتقد أنها الأقدم في شمال أفريقيا، وهي مكون رئيس في اللباس التقليدي المغربي. 
يعد الشربيل نعل تقليدي مصنوع من خيوط من ذهب أو من حرير بألوان مختلفة، من أقدم الأحذية المخصصة للنساء، ويذهب الكثير إلى اعتبار الشربيل المغربي العريق هو الأقدم في شمال أفريقيا، خاصة الشربيل المراكشي، الفاسي والصويري لارتباطه بفترات تاريخية تعود إلى زمن المرابطين والموحدين بالمغرب.

## وصلات داخلية
- اللباس التقليدي المغربي
- المضمة
- المجدول (حزام)
- تكشيطة
- البلغة